# 優しい光
優しい光（やさしいひかり）は、1999年4月21日にリリースされたhàlの7thシングル。CDコードはVICL-35049。

## 解説
- 後にリリースされるhàlの3rdアルバム『二十歳のころ』からの先行シングル作品となる。C/Wの2曲は共にアルバム未収録となっている。
- 初回限定布張りパッケージであるが、現在までに通常盤の出荷は確認されていない。

## 収録曲
1. 優しい光
  - 作詞・作曲：hàl／編曲：hàl、Steve Fisk
2. 夢も見なくて
  - 作詞・作曲：hàl／編曲：hàl、Steve Fisk
3. Waiting in the Wings
  - 作詞・作曲：Nick Saloman／編曲：hàl、Steve Fisk